# Karin Lannby
Karin Tekla Maria Lannby (* 13. April 1916 in Linköping, Schweden; † 19. November 2007 in Paris) war eine schwedische Schauspielerin, Schriftstellerin, Übersetzerin und Journalistin. Sie war auch bekannt unter dem Namen Maria Cyliakus und Maria Bouyer.

## Leben
Lannby wuchs im Stadtteil Ålsten von Bromma, einem wohlhabenden Vorort Stockholms, auf. 1919, nach dem Tod ihres Vaters, des Journalisten Gunnar Lannby, musste die Mutter, Lilly Lannby, für den Unterhalt der Familie sorgen. Lilly Lannby wurde zu Beginn der 1930er Jahre Leiterin der schwedischen Vertretung der amerikanischen Filmgesellschaft Metro-Goldwyn-Mayer. In dieser Eigenschaft begleitete Lilly Lannby die damals 17-jährige Greta Gustafsson (später bekannt unter dem Namen Greta Garbo) im Sommer 1925 auf ihrer ersten Reise nach Hollywood in die Vereinigten Staaten.
Schon während ihrer Schulzeit im Gymnasium zu Beginn der 1930er Jahre wurde Karin Lannbys politisches Interesse geweckt. Als Fünfzehnjährige trat sie als überzeugte Antifaschistin der sozialistischen Studentenvereinigung Clarté in Stockholm bei, deren Zweite Vorsitzende sie im Lauf der Zeit wurde. Zu dem Zeitpunkt war sie auch schon Mitglied des Jugendverbands der Kommunistischen Partei Schwedens.
Ihr politisches Engagement und ihre umfassenden Sprachkenntnisse führten dazu, dass sie Anfang 1937, im Alter von nur 20 Jahren, freiwillig am Spanischen Bürgerkrieg als Dolmetscherin und Sekretärin teilnahm. Sie half beim Aufbau eines Militärkrankenhauses, das von schwedisch-norwegischen Hilfskomitees in Alcoy im „roten Valencia“ betrieben wurde. Etwas später im gleichen Jahr wurde sie vom Filmregisseur Luis Buñuel, der damals bei der Gesandtschaft der Spanischen Republik in Paris tätig war, angeworben, um als Geheimdienstagentin die Franco-Kreise im französischen und spanischen Baskenland zu infiltrieren. Im Sommer und Herbst 1937 arbeitete sie in dieser Eigenschaft in Biarritz. Sie wurde jedoch bei einem ihrer Einsätze südlich der Pyrenäen von Francos Milizen gefangen genommen. Es gelang ihr, unversehrt nach Frankreich und Paris zu entkommen, wo sie nach den erlittenen Strapazen in die Saint Anne-Klinik im 14. Arrondissement eingeliefert wurde.
Nach ihrer Rückkehr nach Schweden wurde sie in Stockholm zur Behandlung in die Psychiatrische Klinik Långbro in Älvsjö aufgenommen. Inzwischen war sie in der kommunistischen Bewegung in Ungnade gefallen; vermutlich deshalb, weil sich die Kommunistische Internationale und Josef Stalins politischer Kurs hinsichtlich des Spanienkriegs uneins waren, woraufhin sie ihre Parteimitgliedschaft aufkündigte.
Im Herbst 1938 nahm sie wieder ihr sozialwissenschaftliches Studium an der Stockholmer Hochschule  auf und wirkte auch am Studententheater in Stockholm mit. Bei Ausbruch des Zweiten Weltkriegs 1939 ließ sie sich als Mitarbeiterin für Gegenspionage vom schwedischen Generalstab anwerben. In dieser Funktion nahm sie am mondänen Leben der schwedischen Hauptstadt teil und schrieb Berichte hauptsächlich über Diplomaten, Ausländer und Geschäftsreisende. Ihr Deckname war „Annette“ und ihre ausführlichen Berichte, die einige Tausend Seiten umfassen, liegen gesammelt im Archiv des schwedischen Geheimdienstes. Ihre Hauptaufgabe war es, die Büros der Achsenmächte in Stockholm zu infiltrieren, wozu sie in ihrer Eigenschaft als „verstoßene Kommunistin“ gut passte. Der amerikanische Geheimdienst OSS hielt sie gleichzeitig für eine äußerst gefährliche Gestapo-Agentin.
Im Krieg hatte Karin Lannby als Schauspielerin Rollen in mehreren schwedischen Filmen, so unter anderem 1942 in Rune Carlstens Verfilmung von Hjalmar Söderbergs Doktor Glas gemeinsam mit Georg Rydeberg. In den Jahren 1940 bis 1942 lebte sie mit dem zwei Jahre jüngeren Regisseur Ingmar Bergman zusammen; gemeinsam arbeiteten sie am Sagoteatern, einem kleinen experimentellen Theater im Stockholmer Stadtteil Södermalm. Bergman inszenierte 1940 mit Karin Lannby in der Rolle als Mutter auch eine Aufführung von Strindbergs Zweiakter Pelikanen (Der Pelikan) im Studententheater in Stockholm.
In Bergmans Autobiographie Laterna Magica (1987) nennt er sie „Maria“. Sie soll auch das Vorbild für Ruth Köhler im Film Frau ohne Gesicht (1947) gewesen sein. Die Beziehung und das Zusammenleben mit Ingmar Bergman waren sehr stürmisch, wurden aber später als ausschlaggebend für Bergmans frühes künstlerisches Schaffen angesehen. Karin Lannby hatte für seine künstlerische Entwicklung sowohl die Funktion einer „ätzenden Säure“ als auch einer „Lötlampe“ (Marianne Höök: Ingmar Bergman, 1962).
Nach dem Zweiten Weltkrieg berichtete Karin Lannby dem schwedischen Verteidigungsstab unter anderem über die Flucht von Naziverbrechern nach Südamerika. Für kurze Zeit war sie mit einem staatenlosen früheren sowjetischen Staatsangehörigen verheiratet und hieß zu der Zeit Maria Cyliakus. Unter diesem Namen gelang es ihr im Herbst 1948 auf Sizilien mit dem sagenumwobenen Banditenführer und Volkshelden Salvatore Giuliano – dem „Robin Hood Siziliens“ – Kontakt aufzunehmen, der von zahlreichen Truppen der Carabinieri in den Bergen Siziliens gejagt wurde. Ihre Berichte über Giulianos gesetzloses Wirken wurde von Zeitungen in der ganzen Welt veröffentlicht.
Nachdem sie sich in Paris niedergelassen hatte, spielte sie im Jahr 1950 eine markante Nebenrolle als stumme sterbende Mutter in Jean-Pierre Melvilles Film Les Enfants Terribles (Drehbuch und Romanvorlage: Jean Cocteau). In Frankreich kam Karin Lannby zu Beginn der 1950er Jahre in Konflikt mit den französischen Behörden, die sie ausweisen wollten. Ein in der Presse veröffentlichter Brief, der unter anderem von Albert Camus und François Mauriac unterzeichnet war, bewirkte aber, dass sie im Land bleiben konnte.
Danach lebte sie 53 Jahre mit dem ehemaligen Arbeiterpriester Luis „Loulou“ Bouyer zusammen, der aufgrund seiner radikalen linksgerichteten Einstellung mit dem Vatikan in Konflikt geraten war.

## Filmografie (Auswahl)
- 1940: Hanna i societén
- 1940: Romans
- 1942: Ta hand om Ulla
- 1942: Doktor Glas (Jane Eyre)
- 1950: Die schrecklichen Kinder (Les enfants terribles)